# Prix ACE
Le Prix ACE (en espagnol Premio ACE) est une récompense de cinéma, de télévision et de théâtre, remise chaque année depuis 1969 par l'Asociación de Cronistas del Espectáculo de Nueva York aux films, téléfilms et œuvres de théâtre méritants en langue espagnole.

## Histoire
L'Asociación de Cronistas del Espectáculo de Nueva York annonça officiellement le 25 mai 1969 la première remise du Prix ACE, qui eut lieu quelques jours plus tard au Madison Square Garden en guise d'interlude au spectacle équestre de la star de cinéma mexicaine Antonio Aguilar.